# Granados (Messico)
Granados è un comune del Messico, situato nello stato di Sonora.